# Federacja Wspólnot Spółdzielczych
Federacja Wspólnot Spółdzielczych (ang. Co-operative Commonwealth Federation, CCF) – socjalistyczna partia polityczna działająca w Kanadzie do początku lat sześćdziesiątych XX wieku. Wraz z Niezależną Partią Pracy dała podstawy Nowej Demokratycznej Partii Kanady.
Partia powstała we wczesnych latach dwudziestych XX wieku, założona przez Jamesa Woodswortha jako federacja luźnych organizacji, związków, klubów dyskusujnych. W 1932 przyjęła 11-punktowy program oparty na koncepcjach socjalistycznych. Rok później w czasie historycznego spotkania w Regina z działaczami United Farmers of Canada i Niezależną Partią Pracy sformułowano tzw. Manifest z Reginy – Regina Manifesto, który stał się wykładnią socjalizmu w Kanadzie.
CCF zanim została wchłonięta przez podstawy Nowej Demokratycznej Partii Kanady zdołała uzyskać szereg mandatów do parlamentu federalnego oraz prowincjonalnych.